# Damoth Thongkhamsavath
Damoth Thongkhamsavath (laotisch: ດ໋າຫມົດ ທອງຄຳສະຫວັດຳ; * 3. April 2004 in der Provinz Champasak) ist ein laotischer Fußballspieler.

## Karriere

### Verein
Damoth Thongkhamsavath steht seit 2022 beim IDESA Champasak United FC unter Vertrag. Mit dem Verein aus Pakse spielt er in der ersten Liga des Landes, der Lao Premier League. Am Ende der Saison 2024/25 feierte er mit Ezra die laotische Meisterschaft.

### Nationalmannschaft
Mit der U19-Nationalmannschaft nahm Damoth Thongkhamsavath an der AFF U-19 Youth Championship 2022 in Indonesien teil. Hier kam er mit dem Team ins Finale, das man jedoch mit 0:2 gegen Malaysia verlor. Im gleichen Jahr nahm er mit dem U23-Team an der AFF U23 Championship sowie den Südostasienspielen teil. Sein Debüt in der laotische A-Nationalmannschaft gab er am 27. März 2022 in einem Freundschaftsspiel gegen Brunei.

## Erfolge
Ezra FC
- Laotischer Meister: 2024/25